# STS (canal TV)
STS (rusă СТС - Сеть Телевизионных Станций) este un canal de televiziune privat care emite din Moscova, Rusia, începând cu 1 decembrie 1996. Director general este Anton Kudreașov. Canalul difuzează un număr mare de filme, emisiuni de televiziune, desene animate și emisiuni de divertisment. În 2009 era recepționat pe 90,7% din teritoriul rus, fiind al 4-lea cel mai vizionat canal.
La 21 decembrie 2009, versiunea internațională a canalului TV a început să difuzeze — STS International.

## Proiecte celebre
- 6 cadre
- Cadeți
- Fetele tatei
- Ranetki
- Uralskie pelmeni
- Bucătărie
- Tineret
- Ivanov-Ivanov

## Legături externe
- Site-ul oficial Arhivat în 18 septembrie 2010, la Wayback Machine.